# Битва під Лейпцигом (1813)
Битва під Лейпцигом (відома також як Битва народів, нім. Völkerschlacht bei Leipzig, 16—19 жовтня 1813 року) — битва часу Наполеонівських війн між військами імператора Наполеона і його союзників (Польща, Рейнський союз) та союзними арміями Австрії, Пруссії, Росії і Швеції. Битва відбулася на території Німеччини, з обох сторін у ній брали участь німецькі війська. Битва під Лейпцигом вважається найбільшою битвою у світовій історії до початку Першої світової війни. Битва завершилась поразкою Наполеона, призвела до вторгнення союзників у Францію і до першого зречення Наполеона від престолу в 1814 році.

## Передісторія
Після російської кампанії Наполеона, яка закінчилась відступом французької армії, його противники утворили Шосту коаліцію, яка об'єднала Англію, Росію, Іспанію, Португалію, Пруссію, Австрію, Швецію і частину дрібних німецьких держав-князівств.
Армія Наполеона скоротилась до декількох сотень тисяч солдат, а об'єднані сили Шостої коаліції на східному березі Рейну налічували, за деякими даними, до мільйона солдатів.
Наполеон на заміну загиблих у Росії ветеранів набрав новобранців та зумів здобути дві перемоги над російсько-прусськими військами під Лютценом 2 травня і під Баутценом 20 — 21 травня, що призвело до короткочасного припинення вогню. Війська коаліції під командуванням Ґебгарда фон Блюхера, кронпринца Карла Юхана Шведського і Карла фон Шварценберга, дотримуючись стратегії Трахенберзького плану, уникали прямих зіткнень з Наполеоном, проте билися проти його маршалів, здобувши перемоги під Гроссбеереном, Катцбахом, Кульмом і Денневітце.
Маршалові Удіно з 120-тисячною армією не вдалося взяти Берлін, і Наполеон через загрозу з півночі був вимушений наприкінці вересня відступити на захід від Ельби. Він організував табір під Лейпцигом, прикриваючи свої тилові лінії і очікуючи війська союзників. Прусські війська наступали від Вартенбурга, російські і австрійські — від Дрездена, шведські — з півночі.
Наполеон прагнув вирішальної битви, оскільки стратегія союзників на виснаження сил забезпечувала їм перевагу через набагато більші ресурси. Армія французького імператора налічувала понад 190 тисяч солдатів, 14 тисяч кінноти і близько 600—700 гармат.
Як вважають історики, фатальною для Наполеона стали:
- тактична переоцінка своїх військ, які були виснажені попередніми боями і багатоденними переходами та складалися переважно з новобранців
- стратегічна недооцінка військової сили союзників.

Через неточну інформацію Наполеон сумнівався у присутності австрійських — Богемської (як і раніше не вірив у вступ Австрії у війну, через свої родинні стосунки з імператором Австрії Францом II) і Силезької (вважав, що вона знаходиться значно північніше) — армій.

## Хід битви

### Диспозиція супротивників напередодні битви

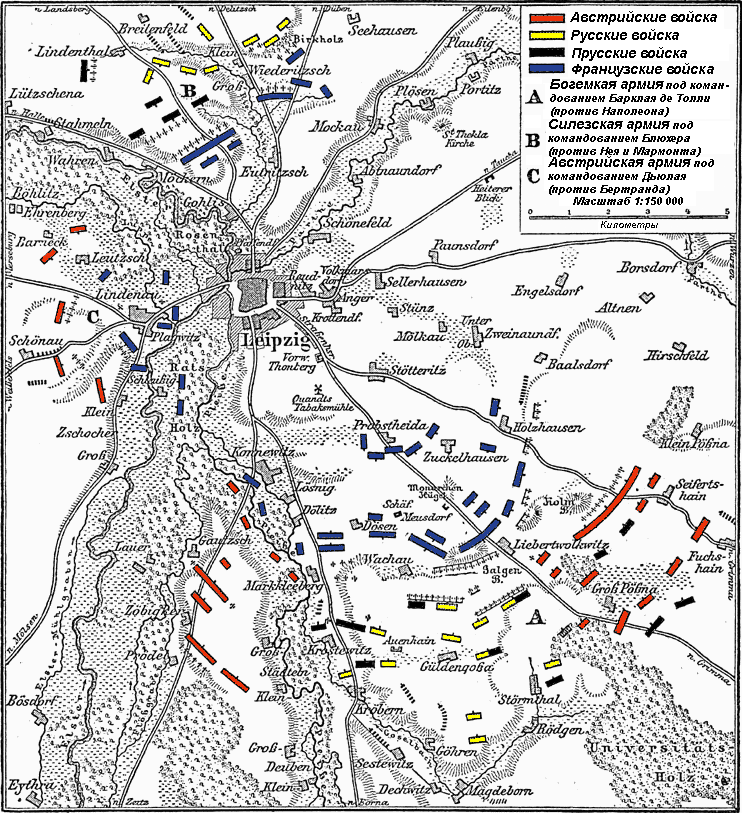
Розташування військ 16 жовтня 1813

15 жовтня Наполеон розмістив свої війська навколо Лейпцига, при цьому велику частину своєї армії (близько 110 тисяч чоловік) — на південь від міста уздовж річки Пляйсе, від Конневітца (нім. Konnewitz) до Маркклєєберга (нім. Markkleeberg) і далі через Вахау (нім. Wachau) і Лібертвольквітц (нім. Liebertwolkwitz) до Хольцхаузена (нім. Holzhausen). Генерал Бертран біля Лінденау (нім. Lindenau) прикривав дорогу на захід. На півночі знаходилися війська маршалів Мармона і Нея.
Союзники до цього моменту мали у підпорядкування близько 200 тисяч людей, оскільки корпуси Коллоредо і Беннігсена тільки підтягувалися до місця битви, так само як і кронпринц Швеції з північною армією. Сили союзників зосереджувалися перш за все у Богемській армії чисельністю у 130 тисяч солдатів під командуванням Карла Філіпа фон Шварценберга. При Богемській армії знаходилися також російський цар Олександр I і король Фрідріх Вільгельм III.
Згідно з планом Шварценберга, основна частина армії повинна була подолати опір біля Конневітца, пробитися крізь болотисту низину між Ельстером (нім. Elster) і Пляйсе, обійти правий фланг французів і зайняти найкоротшу дорогу на Лейпциг. Близько 20 тисяч солдатів під командуванням маршала Д'юлая повинні були атакувати Лінденау, а Блюхер мав наступати на Лейпциг з боку Шкойдіца.
Після заперечень Олександра, котрий вказував на складність форсування такої території, для виконання свого плану Шварценберг отримав лише 35 тисяч австрійців під командуванням Мервельдта і спадкоємного принца Фрідріха IV Шлезвіг-Хомбургського; корпуси Кленау, Вітгенштейна і Клейста під загальним командуванням російського генерала Барклая де Толлі повинні були атакувати французів у лоб. Таким чином, Богемська армія виявилася розділеною річками й болотами на три частини.

### 16 жовтня
16 жовтня видалося похмурим. Ще до світанку армія Барклая де Толлі почала рух і близько 8 годин ранку відкрила артилерійський вогонь по ворогові. Авангардні колони союзників почали наступ на позиції французьких військ. Російські (14-та дивізія Хельфрайха) і прусські (12-та бригада і 4 батальйони 9-ї бригади) війська під командуванням Клейста близько 9.30 захопили Марклєєберг, який обороняли маршал Ожеро і польський князь Понятовский: чотири рази союзників вибивали з міста, і чотири рази вони повертались і брали його штурмом.

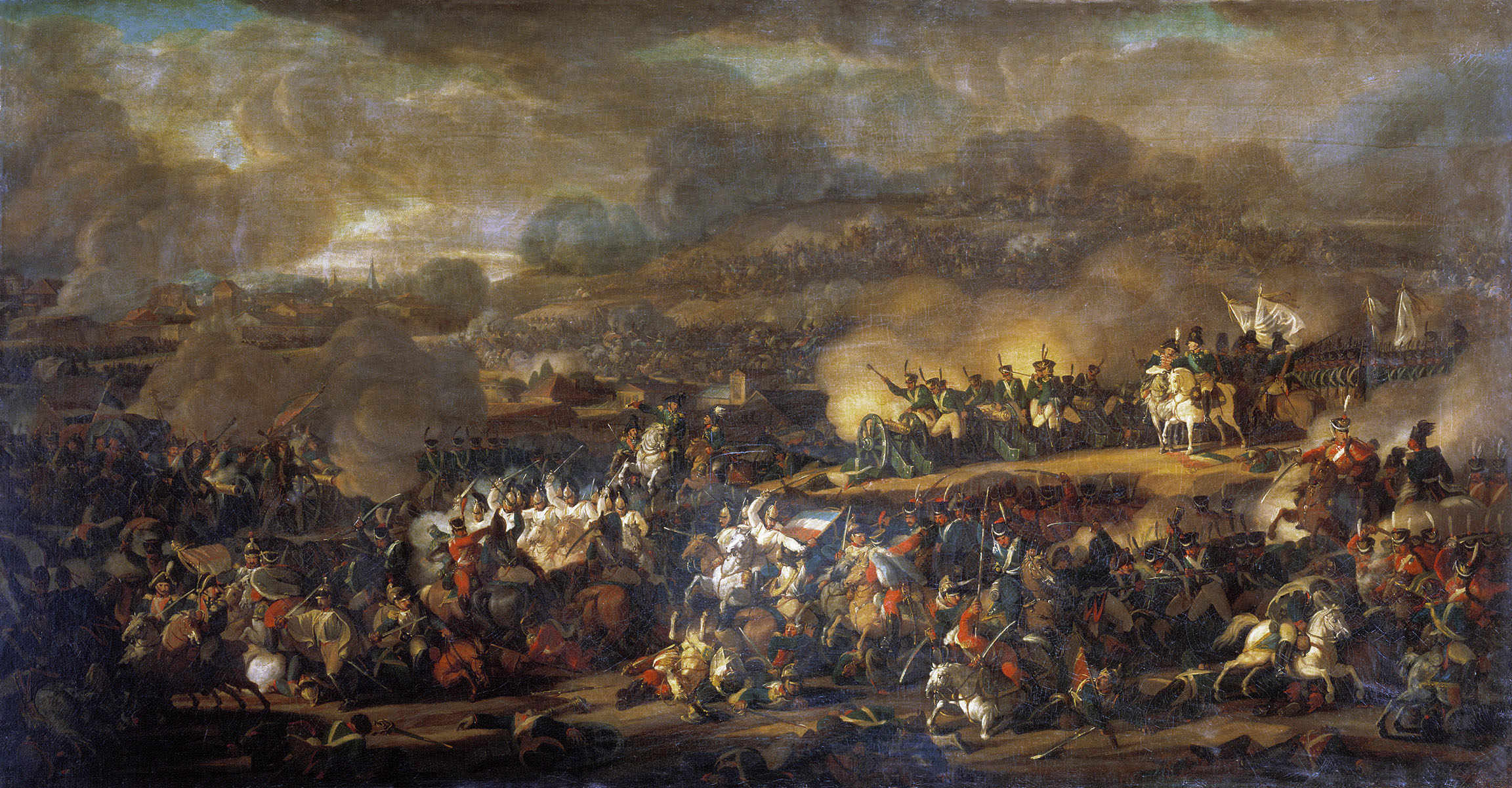
Битва на Вахаутських висотах. Картина Володимира Мошкова,1815

Село Вахау (нім. Wachau), що знаходилося східніше, де стояли війська під командуванням самого Наполеона, також було взяте російськими (2-й піхотний корпус, 5200 чоловік; кавалерія Палена — гусари, улани і козаки, 2300 чоловік) і пруськими (9-та бригада, 5800 чоловік) військами під командуванням принца Євгенія Вюртембергського.
Проте через втрати від обстрілу французької артилерії до полудня Вахау було знов залишене. Декілька батальйонів закріпилися в лісі на межі з селом.
5-та російська дивізія Мезенцова (5 тисяч чоловік), прусські 10-та (Пірх, 4550 чоловік) і 11-та бригади (Цитен, 5360 чоловік) під загальним командуванням Горчакова і 4-й австрійський корпус Кленау (24 500 чоловік) наступали на Лібервольквітц, підступи до якого утримувалися 5-м армійським корпусом Лорінстона (13 200 чоловік, 50 гармат) і Макдональдом (18 000 чоловік). Після запеклої битви за кожну вулицю село було узяте, проте обидві сторони понесли важкі втрати. Після підходу до французів підкріплення у вигляді 36-ї дивізії, союзники до 11 годин були вимушені залишити Лібервольквітц.
Весь фронт союзників був такий ослаблений битвою, що лише насилу міг захищати свої початкові позиції. Операція австрійських військ проти Конневітца також не принесла успіху, і пополудні Шварценберг поспішив з Гессенсько-хомбургським корпусом на допомогу Барклаю де Толлі.
Наполеон, підбадьорений ходом бою, вирішив перейти в контрнаступ. Близько 3 години дня 8 тисяч французьких вершників під командуванням Мюрата спробували прорвати центр фронту союзників під Вахау. Вони зуміли прорватися до горба, на якому знаходилися союзні монархи і Шварценберг, але були зупинені російською піхотою, що поспішила на виручку кавалерії союзників. Також невдачею закінчилася наступ французького піхотного корпусу Ларінгстона на Гюльденгоссу. Коли Шварценберг зрозумів стратегічну важливість цієї позиції, він наказав підтягти до неї резервні частини під командуванням великого князя Констянтина.
Наступ військ Д'юлая на Ліденау також був відбитий Бертраном, проте важливого успіху добилася Силезька армія. Не чекаючи підходу північної армії (шведів), Блюхер віддав наказ приєднатися до загального наступу. Під Відеріцом (нім. Wideritz) і Мекерном (нім. Möckern) його війська зіткнулися із запеклим опором. Домбровський, попри недостачу військ, цілий день боронився від підрозділів Ланжерона.
17 тисяч чоловік під командуванням Мармона, що обороняли Мекерн (нім. Mckern), отримали наказ залишити свої позиції і слідувати на південь до Вахау, внаслідок чого вони залишили добре укріплені позиції на півночі. Дізнавшись про наближення ворога, Мармон вирішив затримати його і послав до Нея по допомогу.
Генерал Йорк, що командував на цій ділянці 20 000 союзними військами після численних атак узяв село, втративши 7 тисяч солдатів. Корпус Мармона був знищений.
Ней дізнався про це і розвернув свої війська, проте до Вахау не встиг. Ця тактична перемога була важлива не тільки тим, що прорваний фронт французьких військ на північ від Лейпцига, але і тим, що два корпуси французів було відвернуто від участі в ключовій битві під Вахау.
Оскільки жодна із сторін не мала свіжих підкріплень для продовження битви, то з настанням ночі бій припинився.
Наступ на французькі позиції коштував союзникам близько 20 тисяч чоловік убитими і пораненими. Не зважаючи на успішні контратаки союзників під Гюльденгоссой і в Університетському лісі (біля Вахау), а також провал атаки Мюрата, велика частина поля бою залишилася за французами. Вони відтіснили війська союзників від Вахау до Гюльгенгосси і від Лібервольвітца до Університетського лісу, проте не змогли прорвати їх лінію фронту. В цілому день закінчився внічию для обох сторін.

### 17 жовтня
У боях попереднього дня Наполеонові не вдалося розгромити супротивника. До союзників йшло підкріплення в 100 тисяч солдатів, тоді як французький імператор міг розраховувати лише на корпус фон Дюбена.
Наполеон усвідомлював небезпеку, проте, сподіваючись на родинні зв'язки з імператором Францом, не покинув украй уразливої позиції під Лейпцигом. Через полоненого під Конневітцом австрійського генерала Мервельта пізно вночі 16 жовтня він передав свої умови перемир'я — ті самі, що вже принесли йому мир в серпні. Проте цього разу союзники не погодилися з ними і навіть не дали імператору відповіді. Пропозиція перемир'я виявилася серйозною психологічною помилкою Наполеона — розчаровані підсумками попереднього дня союзники повірили в слабкість французів, якщо імператор першим пропонує мир.
Недільний день 17 жовтня пройшов здебільшого спокійно, лише на півночі війська Блюхера, узявши села Ойтріц (нім. Eutritzsch) і Голіс (нім. Golis), підступили впритул до Лейпцига.
У 2 годині дня в селі Зестевіт зібралася військова рада союзників. В цей же час було отримано повідомлення про прибуття армії Беннінгсена (35 тисяч чоловік). Шварцберг, що дізнався про успіхи Блюхера на півночі, хотів негайно відновити битву, проте Беннінгсен заявив, що його солдати дуже втомилися від довгого переходу. Було вирішено відновити наступ в 7 ранку наступного дня.
Олександр для посилення армії Беннінгсена передав їй 4-й армійський корпус Кленау, 11-ту бригаду Цитена і козаків Платова, що збільшило її чисельність до 75 тисяч чоловік.

### 18 жовтня

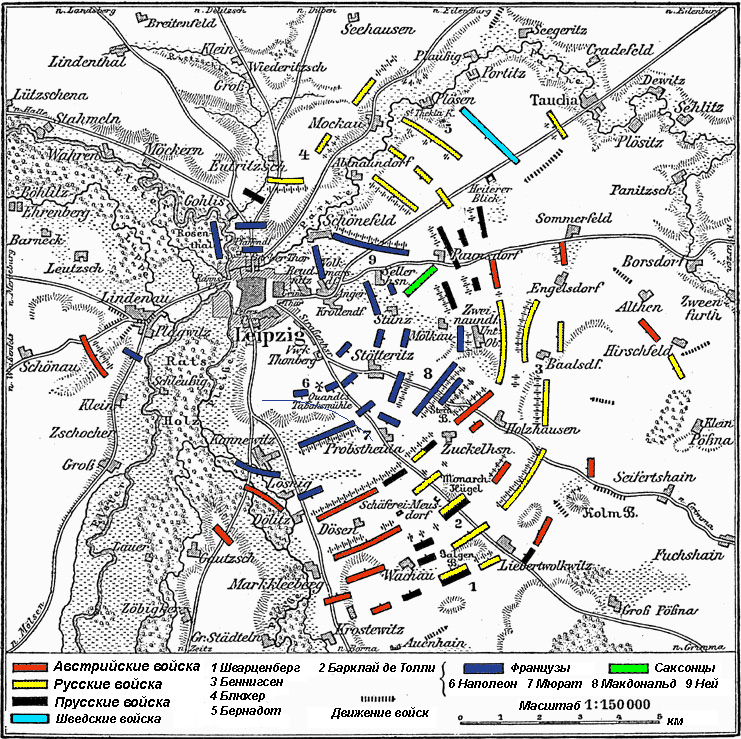
Розташування військ 18 жовтня 1813

О 2 годині ночі 18 жовтня Наполеон залишив свої старі позиції, захищати які через нестачу військ було практично неможливо, і відступив на відстань однієї години шляху від Лейпцига. Нові позиції обороняли 150 тисяч солдатів, що було явно недостатньо, щоб відбити наступ союзників, що мали в своєму розпорядженні до цього моменту 300 тисяч солдатів і понад 1 400 гармат.

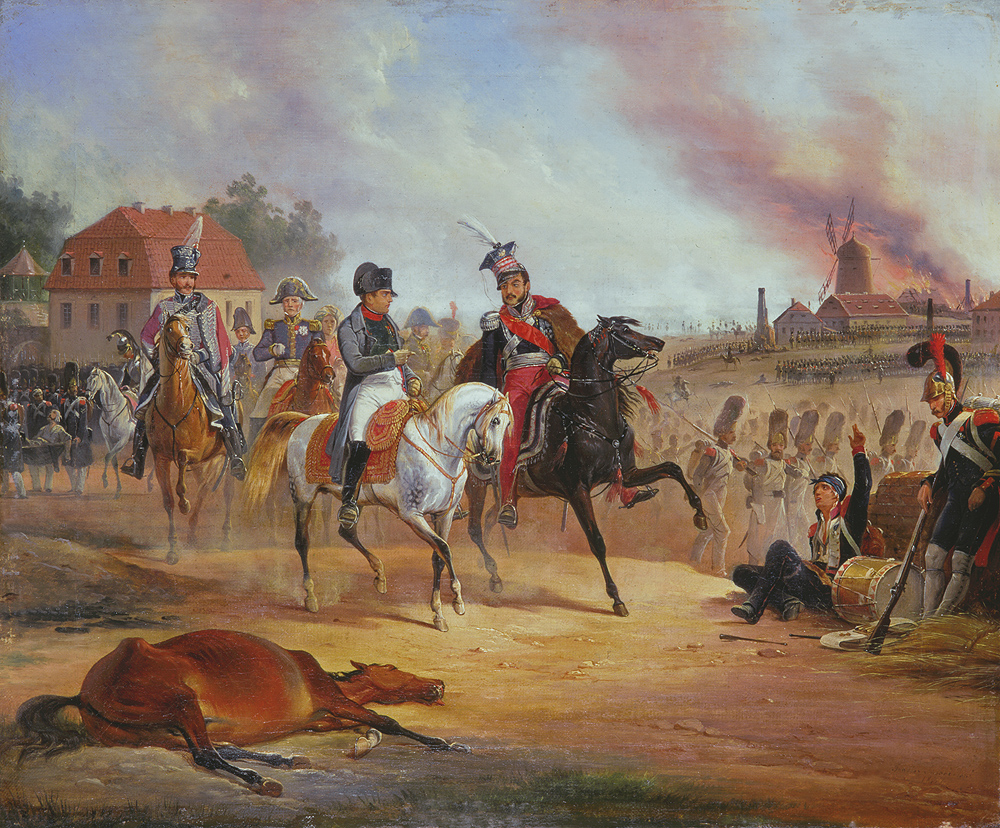
Наполеон і Юзеф Понятовський біля Штеттеріца. Картина Януарія Суходольського

Не зважаючи на це, бої 18 жовтня були украй запеклими і далеко не на всіх ділянках вдалими для союзників. У 7 годин ранку князь фон Шварценберг віддав наказ про наступ.
Наполеон, керуючи військами зі ставки біля тютюнового млина Штеттеріца (нім. Stötteritz), оборонявся набагато лютіше, ніж це було необхідно для прикриття відступу. Колони союзників переходили в наступ нерівномірно, деякі з них рушили надто пізно, через що удар не був завданий по всьому фронту одночасно. Австрійці, що наступали на правому фланзі під командуванням спадкоємного принца Гессен-Хомбургського, атакували позиції французів під Деліцем (нім. Dölitz), Дезеном (нім. Dösen) і Леснігом (нім. Lößnig), прагнучи відтиснути французів від річки Пляйсе. Спочатку був узятий Деліц, а близько 10 годин — Дезен.
Принц Гессен-Хомбургський був важко поранений, командування узяв на себе Коллоредо. Французькі війська були відтіснені до Конневітца, проте там їм на допомогу прийшли послані Наполеоном дві дивізії під командуванням Удіно. Австрійці були вимушені відступити, залишивши Дезен. Перегрупувавшись, вони знов перейшли в наступ і до обіду захопили Леснінг, проте повторно узяти Конневітц, що оборонявся поляками та молодою гвардією під командуванням Удіно і Ожеро, їм не вдалося.
Наполегливий бій розгорівся і під Пробстхайдою (нім. Probstheida), де оборонявся маршал Віктором від колон Барклая де Толлі. Побачивши це, Наполеон послав туди в бій Стару гвардію і артилерійський корпус Друо (150 гармат). Стара гвардія спробувала розвинути контрнаступ на південь, проте була зупинена вогнем артилерії, що розташовувалася на невеликому горбі за 500 м від місця битви. До кінця світлового дня союзникам не вдалося узяти Пробстхайду, бій продовжився і після настання темноти.
Близько 2 годин дня на правому фланзі Богемська армія під командуванням Беннінгсена, що перейшла в наступ із запізненням, захопила Цукельхаузен(нім. Zuckelhausen), Хольцхаузен і Паунсдорф (нім. Paunsdorf).
У штурмі Паунсдорфа, всупереч заперечення Бернадота, також брали участь частини північних армій під командуванням Бюлова і Віцингороде. Силезька армія під командуванням Ланжерона і Сакена захопила Шенефельд і Голіс. У бою під Паунсдорофом вперше було застосовано нову зброю — англійські ракетні батареї.
В розпал битви вся саксонська дивізія (близько 3000 чоловік і 19 гармат), що билася в рядах наполеонівських військ, перейшла на бік союзників.
Трохи пізніше те ж зробили вюртемберзькі і баденські частини. До настання ночі на півночі та сході французи були витіснені на відстань 15-хвилинного маршу від Лейпцига. Попри те, що у Д'юлая були достатньо військ, щоб замкнути кільце навколо Наполеона, Шварценберг сумнівався в необхідності примушувати все ще небезпечного супротивника до відчайдушної битви.
Д'юлай отримав наказ лише спостерігати за французами і не атакувати Пегау. Завдяки цьому Бертран зміг скористатися дорогою на Вайсенфельс (нім. Weissenfels), через Лінденау у напрямі Залле, куди за ним потягнулися обоз і артилерія. Вночі почався відступ і самої французької армії — гвардії, кавалерії, корпусів Віктора і Ожеро, тоді як Макдональд, Ней і Лорінстон захищали місто.

### 19 жовтня

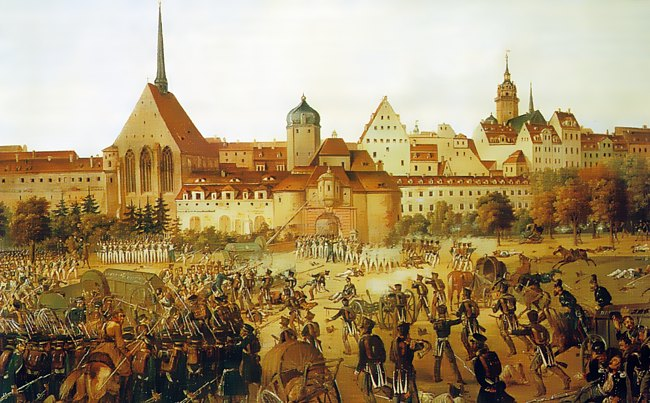
Битва біля Гриммських воріт 19 жовтня 1813 Картина Ернста Вільгельма Штрасбергера

Оскільки Наполеон при плануванні битви розраховував тільки на перемогу, то було вжито недостатньо заходів з підготовки відступу. Так, у розпорядженні всіх колон була тільки одна дорога на Вайсенфельс.
Диспозиція союзників на 19 жовтня була складена з розрахунком на продовження битви. Пропозиції Олександра (про форсування Пляйсе) і Блюхера (про виділення 20 тисяч кавалерії для переслідування ворога) було відхилено. Коли вранішній туман розсіявся, стало зрозуміло, що штурм Лейпцига не знадобиться. Король Саксонії прислав офіцера з пропозицією здати місто без бою, якщо французьким військам буде гарантовано 4 години на відступ. Олександр відхилив його і послав своїх ад'ютантів до колон з наказом про наступ.
Тоді як французька армія в штовханині протискувалася через західні Рандштадські ворота, а сам Наполеон лише насилу зміг вибратися з міста, російські війська під командуванням Ланжерона і Сакена захопили північне передмістя Халлес (нім. Halles), прусські, під командуванням Бюлова, східне, увірвавшись до міста через Гриммські ворота, що було здійснено ландвером. Петерстор — південні ворота міста — були взяті військами Беннігсена. Паніка серед захисників міста, що залишилися, досягла піку, коли помилково був підірваний міст Ельстербрюке, що знаходився перед Рандштадськими воротами. Почувши крики «Ура!» наступаючої армії, сапери висадили міст, попри те, що у місті залишалося ще близько 20 тисяч французів, зокрема сили Макдональда, Понятовського, Лорінстона. При відступі загинув маршал Понятовський, король Саксонії був узятий в полон. До першої години дня місто було повністю захоплене.

## Наслідки

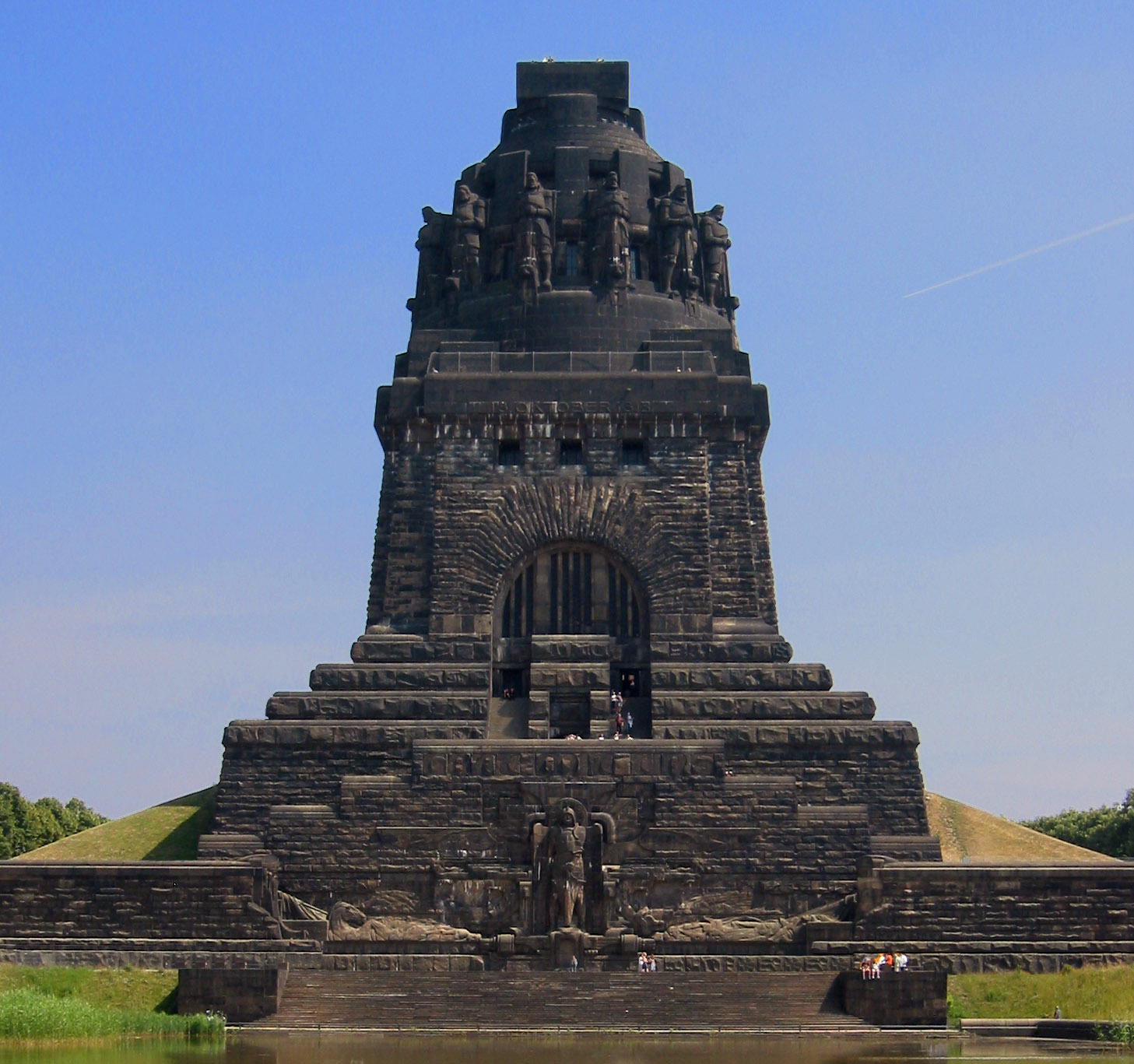
Меморіал битви народів, Лейпциг

За різними оцінками від 85 до 110 тисяч чоловік загинули з обох боків під час Битви народів. Французька армія втратила близько 70 тисяч убитими і пораненими, ще близько 35 тисяч було узято в полон або кинуто в госпіталях. Серед загиблих був маршал Франції Юзеф Понятовський, який отримав маршальський жезл лише за два дні до фатального дня. Втрати союзників склали 53 600 чоловік убитими і пораненими.
У результаті битви було ліквідовано присутність французьких військ на схід від Рейну, розпався Рейнський союз, були звільнені Голландія і ряд дрібних німецьких держав.
Наполеон залишився один з Францією проти наступаючої Європи, що незабаром привело до його першого зречення престолу.